# Putbus
Putbus är en stad på södra Rügen med cirka 4 000 invånare. Orten grundades 1810 av adelsmannen Wilhelm Putbus som hade sitt slott här. På grund av husens färgsättning i vitt kallas Putbus för Weiße Stadt ("den vita staden"). Ett annat namn är "rosornas stad", då de flesta byggnader har rosor framför fasaderna. Namnet Putbus har slaviskt ursprung – epod boz betyder "bakom fläderbusken".
Putbus ligger cirka 8 km söder om distriktets huvudort Bergen. De sydligaste delarna av Putbus ligger vid en havsvik av Östersjön men stadens centrum är belägen 2,5 km längre norr. Kring staden sträcker sig ett biosfärområde.

## Historia
Det första stenhuset av adelsätten Putbus byggdes under 1300-talet. Slottet ändrades flera gånger och den sista versionen var i neoklassicismisk stil. Efter andra världskriget var slottet i dåligt skick och på grund av olika misslyckade försök att renovera slottet i samband med ideologiska förändringar beslöts omkring 1960 att riva byggnaden. Flera tillhörande byggnader som orangeriet, häststallet, slottskyrkan, en teater och ett badhus vid stranden finns däremot kvar. Den engelska landskapsparken täcker en större del av staden.

### Befolkningsutveckling
Befolkningsutveckling  i Putbus
Källa:,,

## Kommunikationer
Putbus är sedan 1895 en av ändpunkterna för en smalspårig järnvägslinje (Rasender Roland), den andra ändpunkten är Göhren. Dessutom har staden en vanlig järnväg till Bergen.

## Galleri

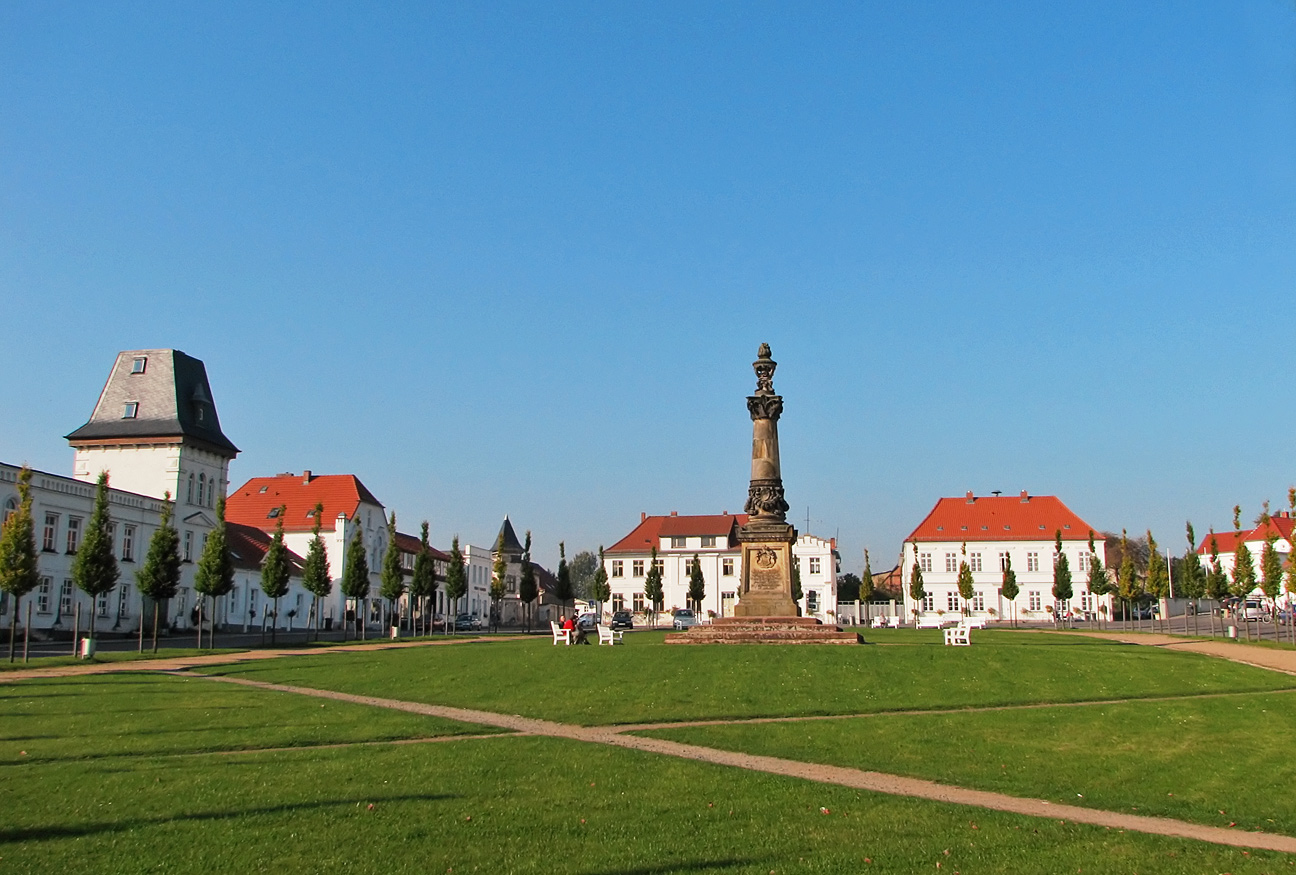
Stora torget
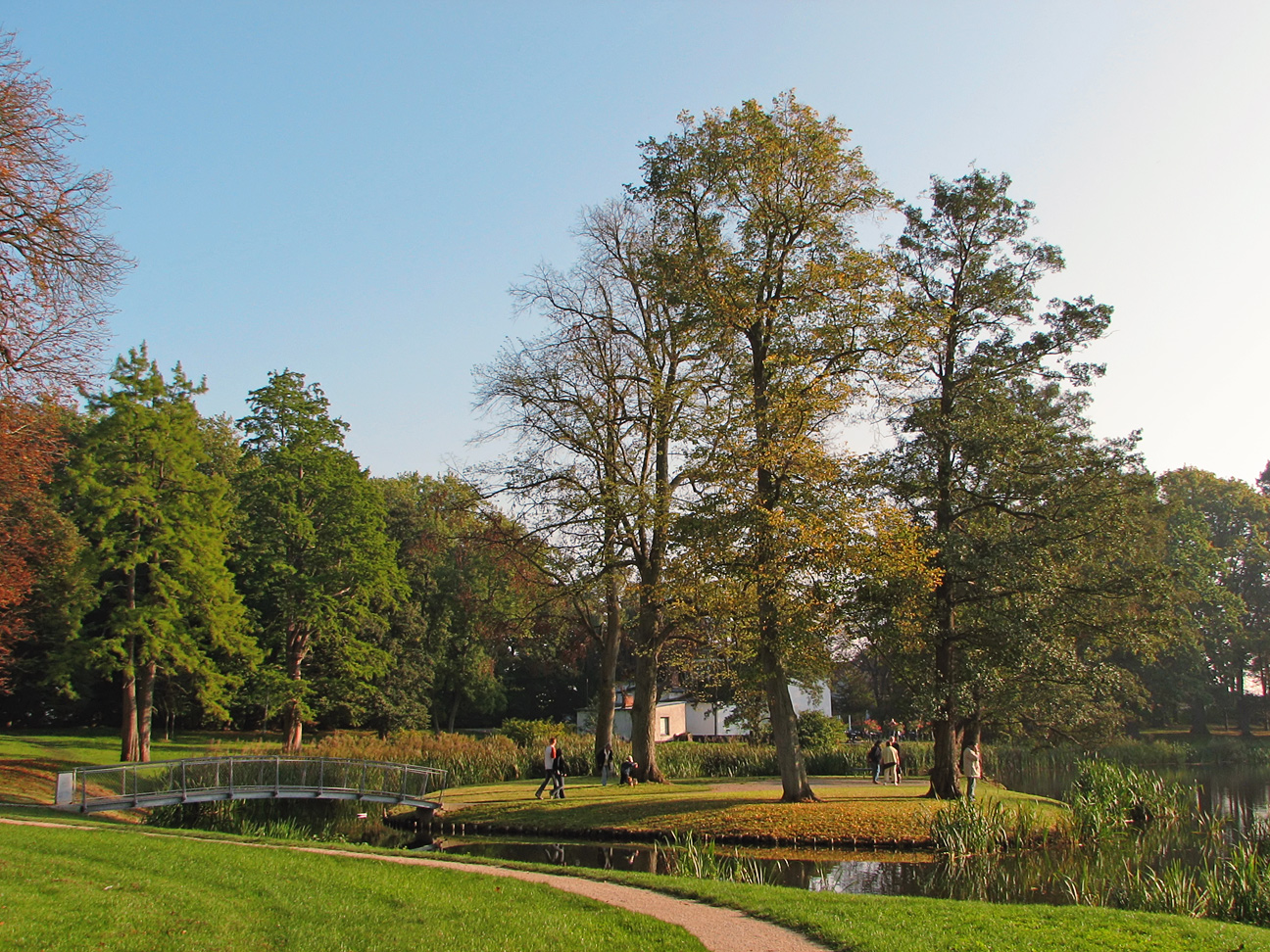
Delar av parken
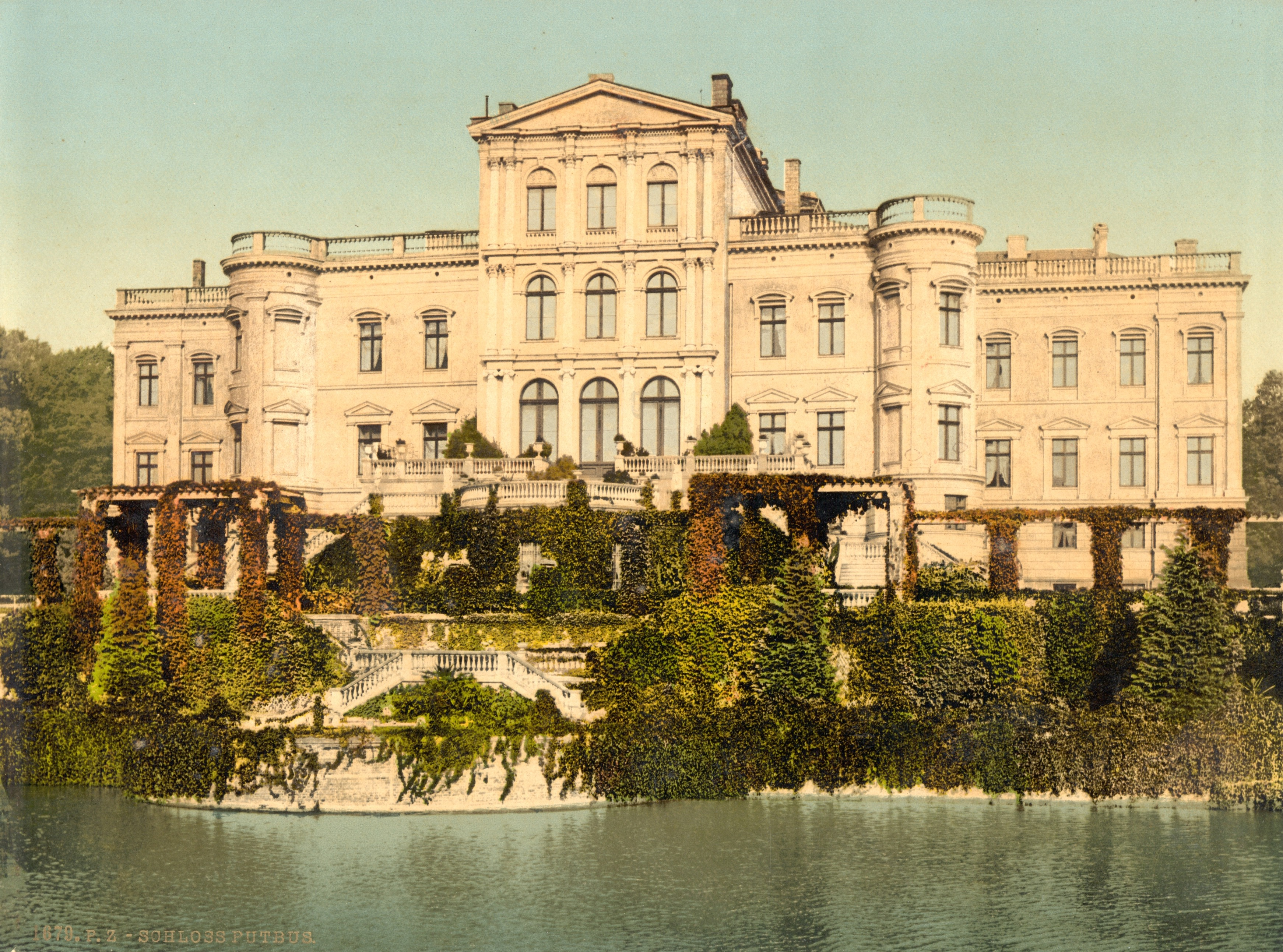
Slottet, omkring 1900
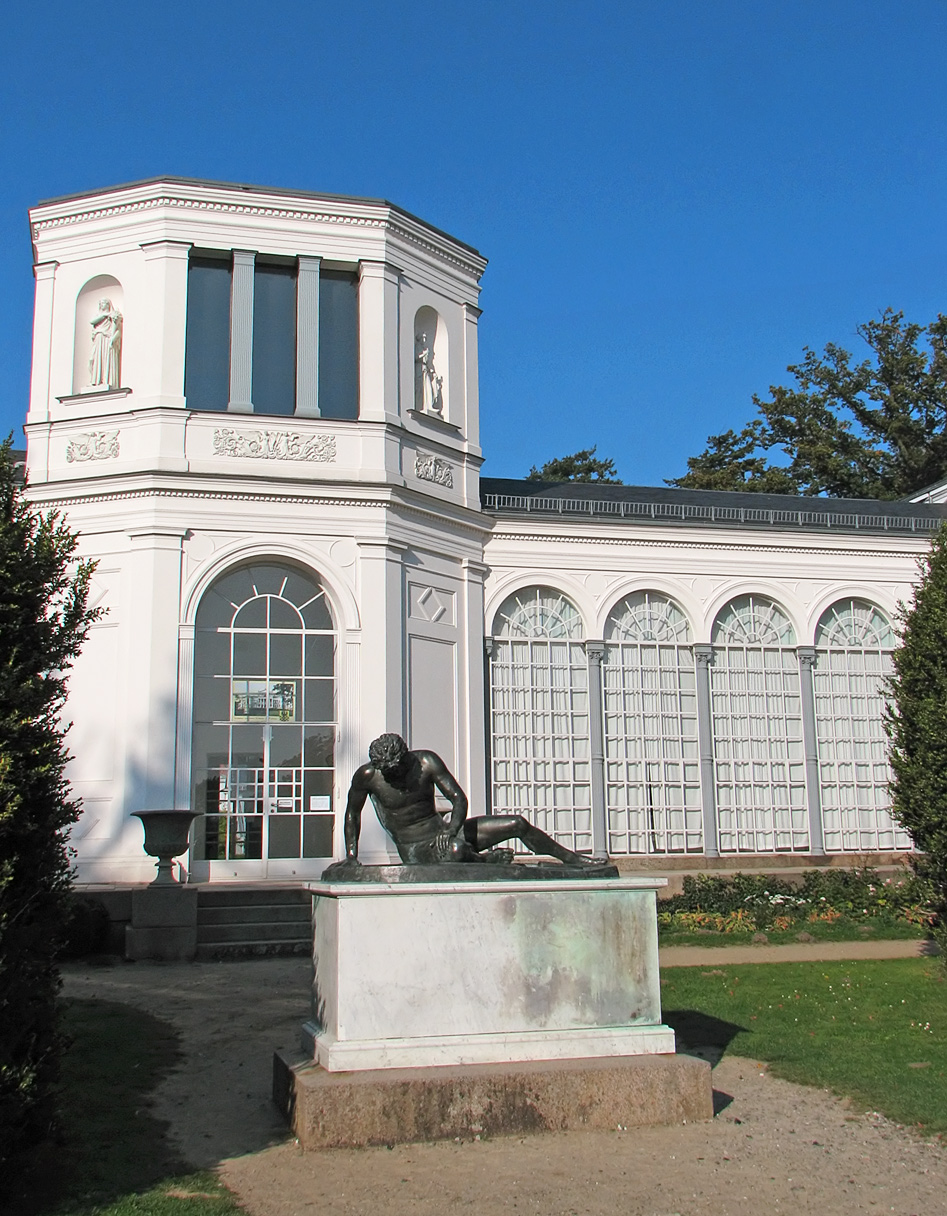
Orangeriet

## Vänorter
Staden Putbus har två vänorter:
- Eutin
- Rewal